# Ensapa Lobsang Döndrup
Ensapa Lobsang Döndrup var en tibetansk religiös ledare. Han erkändes postumt som den tredje inkarnationen av Panchen Lama i Gelug-sekten i den tibetanska buddhismen.
Han var en av den andre Dalai Lamas studenter och är känd för att ha mediterat i tjugo år av sitt liv i olika grottor. Hans samlade verk (tib.: gsung 'bum) omfattar två band och han är särskilt känd för sina kommentarer till Naropas sex yoga-övningar.